# Shusha (quận)
Shusha (tiếng Azerbaijan:Şuşa) là một quận thuộc Azerbaijan. Dân số thời điểm năm 2012 là 24340 người.